# イリヤー・ムーロメツ (航空機)

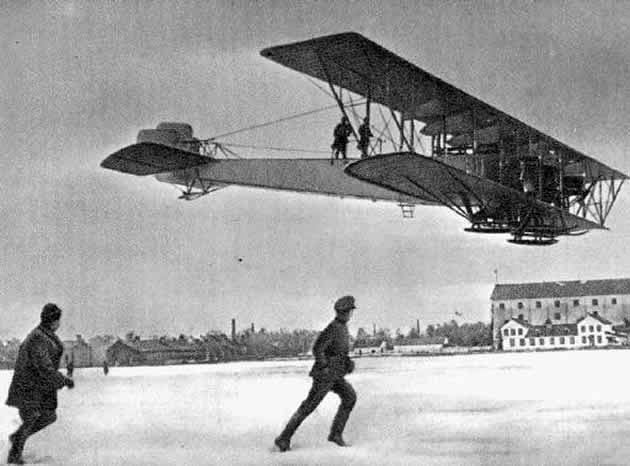
イリヤー・ムーロメツ

イリヤー・ムーロメツ(イリヤー・ムーロミェツ；ロシア語: Илья Муромец イリヤー・ムーラミェツ；ウクライナ語: Ілля Муромець イッリャー・ムーロメツィ) は、量産された世界初の4発爆撃機である。異教徒を追い払い、キエフ大公を守ったブィリーナ（東スラヴの口承英雄叙事詩）の主人公「イリヤー・ムーロメツ（ムーロムのイリヤー）」にちなんで命名された。

## 概要

### 開発
1913年、イリヤー・ムーロメツはロシア帝国の都サンクトペテルブルクにあった国営ロシア＝バルト工場飛行機設計部（Руссо-Балтииский завод)において、ロシア帝国の飛行機設計家で飛行家のイーゴリ・イヴァーノヴィチ・シコールスキイによって開発された。1913年5月に初飛行した双発機グランドの4発機バージョンのルースキイ・ヴィーチャシ（Русский Витязь）の経験を基に開発された。この飛行機はもともと旅客機として設計され、1913年12月10日に初飛行し1914年2月から16人の乗客をのせてデモ飛行をおこなった。1914年6月には、「キーエフスキイ」（キエフのイリヤー）と名付けられた第126船がサンクトペテルブルク－キエフ－サンクトペテルブルク間の14時間38分の周回飛行の記録をたてた。また、イリヤー･ムーロメツはその他、高度・飛行重量においても記録をたてている。

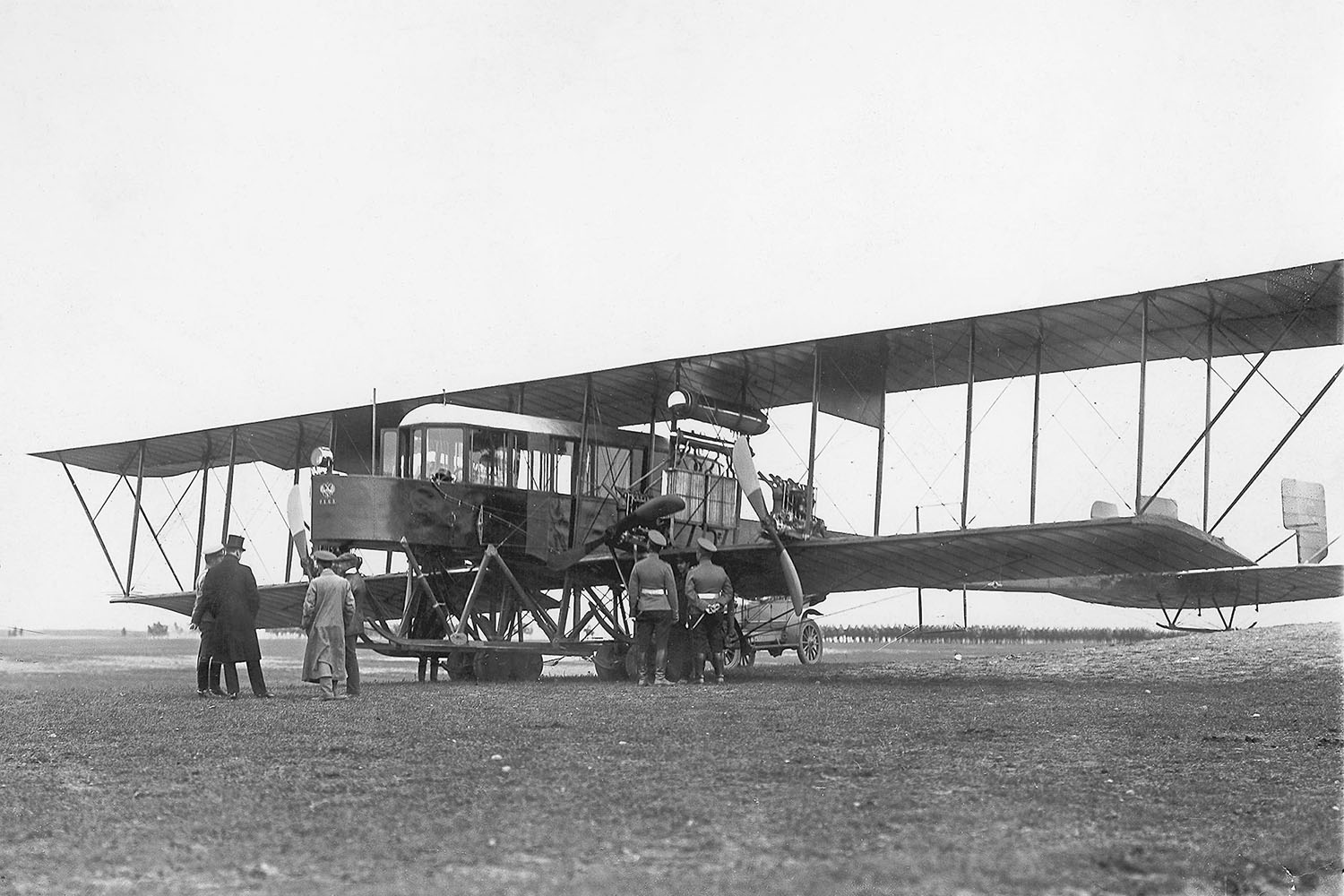
ルースキイ・ヴィーチャシ（4発牽引式プロペラバージョン）

第一次世界大戦が始まるとシコールスキイは爆撃機として再設計することにし、800 kgの爆弾を搭載可能にし、9丁の機銃を設置し、エンジンを5 mmの装甲板で保護するようにした。なお、イリヤー・ムーロメツはエンジンや兵装の違いから大きく4つの型に分けられているが、実際には機種形状や尾翼の数・形状等すべての機体において細かな違いが生じており、ひとつとして同じ機体はなかったと言われる。

### 第一次世界大戦

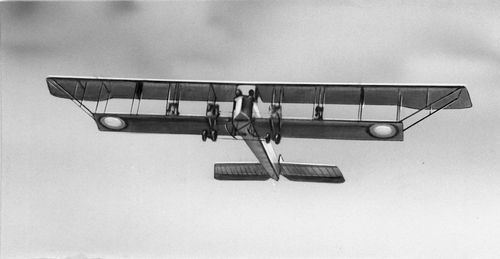
ロシア帝国空軍のイリヤー・ムーロメツ

1914年秋からロシア帝国空軍はイリヤー・ムーロメツを使い始めた。1914年12月10日、最初の爆撃機部隊は空中艦艦隊（Эскадра Воздушных Кораблей、略称:ЭВКエーヴェーカー）と呼ばれ、1915年2月12日にはヨーシフ・スタニスラーヴォヴィチ・バシュコの第150船「キーエフスキイ」が初の実戦行動をとった。1916年の夏までに20機まで徐々に機数を増やした。1916年9月にドイツ帝国の4機のアルバトロス戦闘機と空戦を行い1機が撃墜されたが、これが空戦による唯一の損失であった。
1916年には他国の重爆撃機も現れるが、イリヤー・ムーロメツの影響を受けている。シコールスキイもライセンスをイギリスとフランスに売っている。ドイツも撃墜した機体を参考にして、コピーをつくろうとした。
1916年ころには、他国の爆撃機に速度で劣るようになり、装甲の増強は重量増をまねいたのでシコールスキイは金属構造材を多く使うアレクサーンドル・ネーフスキイ（Александр Невский）の開発を始めた。
イリヤー・ムーロメツは1913年から1918年まで73機（資料によっては1920年まで88機）がつくられ、400回出撃して65 tの爆弾を落とした。

### ロシア革命と国内戦
1917年の二月革命後、空中艦艦隊はそのままアレクサンドル・ケレンスキイの臨時政府の軍に編入された。その後同年秋の十月革命によって各地に無数の「政府」が乱立すると、旧ロシア帝国軍空中艦艦隊の機体も各勢力によって接収された。
特に、主戦場のひとつとなったウクライナでは、ドイツ帝国軍の軍事力を背景に成立したパウロー・スコロパードシクィイ政権のウクライナ国軍空中艦艦隊（Ескадра Повітрових Кораблів、略称:ЕПК）、その軍隊を吸収したシモン・ペトリューラのウクライナ人民共和国ディレクトーリヤ軍と連合したポーランド軍、それらに敵対したソヴィエト政府の赤軍等各国軍で使用された。最終的には赤軍によってソヴィエト・ロシアの空中艦艦隊に集結され、1919年まで軍用に用いられた。一部の機体は練習機として、また一部の機体は爆撃機としてピョートル・ヴラーンゲリ将軍の白軍勢力ロシア軍に対する攻撃に用いられた。
その後、保管されていた5機が1921年の5月1日(メーデー)から11月16日まで、モスクワ(ソヴィエト・ロシアの首都)－ハリコフ(ハルキウ、当時ソヴィエト・ウクライナの首都)線で旅客・郵便機として使用された。

## スペック

### イリヤー・ムーロメツ Ye-2
- 乗員: 4-8名 （最大12名）
- 全長: 18.8m
- 全幅: 34.5m
- 全高: m
- 翼面積: 220m2
- 空虚重量: 5000kg
- 全備重量: 6500kg
- 最大離陸重量: 7460kg
- エンジン: ルノー・エンジン ×4、各220馬力(162 kW)

- 最大速度: 130km/h
- 航続距離: 560km
- 最高到達高度: 3200m
- 翼面荷重: 29.5kg/m2
- Power/Mass: 0.10kW/kg

### イリヤー・ムーロメツ・キーエフスキイ V-9 第150船
- 乗員: 4-5名
- 全長: 17.1m
- 空虚重量: 3000kg (187.5 プード)
- 最大積載重量: 1040kg (65 プード)
- エンジン: アルグス・エンジン×4、各140 馬力
- 最大速度: 120km/h
- 最高到達高度: 3500m
- 最大航続時間: 4-5時間
- 武装:爆弾 416kg (26 プード)、マキシム機関銃、ルイス機銃、モシン・カービン銃（種々の組合せによる）、パテ写真機